# Ian Burden (cầu thủ bóng đá)
Ian Burden (sinh ngày 27 tháng 5 năm 1944) là một cựu cầu thủ bóng đá nghiệp dư người Anh thi đấu ở vị trí tiền đạo ở Football League cho York City, và ở bóng đá non-league for Poppleton Road Old Boys, Dunnington, Ashfield, Rowntrees và Shepherds.